# Pałac w Moczydlnicy Klasztornej
Pałac w Moczydlnicy Klasztornej – wybudowany pod koniec XVII w. w Moczydlnicy Klasztornej.

## Położenie
Pałac położony jest we wsi  w Polsce, w województwie dolnośląskim, w powiecie wołowskim, w gminie Wińsko.

## Historia
Obiekt w ruinie jest częścią zespołu pałacowego, w skład którego wchodzą jeszcze: park z XVIII-XIX w.; kaplica grobowa z drugiej połowy XIX w.